# Bosque nacional de São Francisco de Paula
El Bosque nacional de São Francisco de Paula (en portugués: Floresta Nacional de São Francisco de Paula) es una unidad de conservación federal en el estado de Río Grande do Sul, en el extremo meridional de Brasil.
Situado en la ciudad de San Francisco de Paula, fue creado por la Ordenanza N.º 561, del 25 de octubre de 1968, con el propósito de destinarlo a un uso sostenible y a la investigación científica. Hoy es administrado por el Instituto Chico Mendes de Conservación de la Biodiversidad, pero previamente la zona pertenecía al Instituto Nacional do Pinho, quien creó las zonas reforestadas con especies exóticas. Cuenta con 1.606 hectáreas, de las cuales aproximadamente la mitad son bosques nativos.